# Kim Jong-kook
Dans ce nom coréen, le nom de famille, Kim, précède le nom personnel.
Kim Jong-kook (hangeul: 김종국), né le 25 avril 1976, est un chanteur et une personnalité télévisée sud-coréenne.
Il faisait au départ partie du duo sud-coréen Turbo mais a ensuite poursuivi une carrière à succès en tant qu'artiste solo. Hormis le fait qu'il soit vainqueur de trois prix Daesang dans la catégorie Artiste musical, il a été un membre actif d'émissions de variétés telles que X-man et Family Outing (en) (à partir de l'épisode 19). Il est membre permanent de l'émission de variété Running Man et est aussi connu pour animer le programme informatif Escape Crisis No.1 (aussi connu sous le nom de Safety First!).

## Biographie

### 1995–2000: Débuts avec Turbo
Kim Jong Kook a fait ses débuts dans l'industrie musicale coréenne en 1995 en tant que membre du duo Turbo, qui a réussi à devenir extrêmement populaire par sa musique. Après la dissolution du duo, il commence une carrière solo en 2001, se concentrant principalement sur les ballades. Bien que sa voix particulièrement aiguë fasse souvent l'objet de plaisanteries (beaucoup d'autres célébrités l'appelant avec humour « voix de moustique »), il a eu beaucoup de singles à succès et a participé régulièrement à de très nombreuses émissions de variétés, dont la plus notable est X-Man. En plus de cela, son corps musclé est souvent considéré comme l'un des meilleurs du monde de la K-pop.

### 2001–2005: Carrière solo, vainqueur de trois prix Daesang
Kim Jong Kook a eu une période de retrait après Turbo ayant eu des difficultés à s'imposer en tant qu'artiste solo. Il rencontre des problèmes tels qu'un manque de chansons de la part des compositeurs, moins de soutien de sa maison de disques et aussi un changement de goût musical qui trouble ses fans. Ces raisons ont fait de son premier album en tant qu'artiste solo un échec. Il a cependant fait un retour important avec son second album, Évolution. Une des chansons figurant dans ce deuxième album titrée Han Nam Ja (Un Homme) a été la raison du succès. Par ailleurs, une rumeur entre lui et Yoon Eun-hye a attiré beaucoup d'attention. Cette rumeur a été lancée lorsque tous les deux étaient des membres permanents de X-Man, un programme populaire de variété. Elle a fini par les rapprocher et ils ont commencé à se comporter comme un couple sur X-Man.
En 2005, l'année qui marque ses dix ans de carrière dans l'industrie coréenne du divertissement, Kim Jong Kook devient l'un des artistes les plus populaires de Corée du Sud quand son troisième album se vend à plus de 300 000 exemplaires, faisant de lui l'un des albums les plus vendus de l'année. Il couronne cette année en gagnant le prix Daesang (Meilleur artiste de l'année) des trois principales chaînes de télévision sud-coréenne : SBS, KBS et MBC. De ce fait, il est devenu le second artiste à jamais accomplir cet exploit depuis Cho Yong-pil (en) dans les années 1980. Le titre principal de l'album, est classé premier dans de nombreux palmarès musicaux. Il a été inclus dans les jeux vidéo Pump It Up et Audition Online.

### 2006–2008: Shootdori sur KBS, service militaire et retour dans l'industrie de la musique
Le 21 janvier 2006, Kim Jong Kook, Jeon Hye-bin et Im Tae-kyung participent au Thuy Nga's Paris by Night 81 (en), un concert de musique vietnamienne en Californie. Pendant ce concert, Kim Jong Kook présente une des chansons tirée de son troisième album.
Kim Jong Kook a été sélectionné comme entraîneur lors de la première saison de Shootdori. Shootdori est une émission où des enfants intéressés par le football passent un test (pour voir s'ils ont acquis les bases du football et sont suffisamment motivés) afin d'être sélectionnés par l'équipe de production et faire partie d'une équipe. Kim Jong Kook pensait que l'émission ne serait pas un succès car ils avaient perdu 21 à 0 lors de leur premier match. Cependant l'équipe de Shootdori s'entraîna durement et s'améliora, ils ont ainsi reçu beaucoup d'affection de la part du public. Toutefois, Kim Jong Kook a dû quitter l'équipe à cause de son soudain appel au service militaire. Il composa une chanson pour l'équipe de Shootdori, qui figure dans son quatrième album. La veille de son départ à l'armée, il passa du temps avec les enfants de Shootdori, leur disant qu'ils ne seraient plus en mesure de les voir pour un temps. Il était dévasté car il voulait terminer la saison avec les enfants mais il a dû les laisser eux ainsi que l'émission. Kim Jong Kook versa même quelques larmes lorsqu'il fit ses adieux au cours d'une interview. Après qu'il est revenu de son service militaire, il est allé sur l'émission Les Classiques Musicaux Immortels de KBS2TV. L'équipe de production a réuni tous les membres de la saison 1 de Shootdori et a arrangé une réunion avec Kim Jong Kook. Lorsqu'il a vu les enfants, les larmes lui sont montés aux yeux et ceux-ci ont chanté avec lui leur chanson préférée de Kim Jong Kook.
En mars 2006, alors qu'il est au sommet de sa popularité et de sa carrière, Kim Jong Kook reçoit sa lettre d'appel au service militaire. Comme il lui est interdit de promouvoir son nouvel album, pour se conformer à la loi coréenne, son clip vidéo est tourné de telle sorte que son visage n'apparaisse jamais. Il a demandé à Yoon Eun-hye, avec qui il est connu pour avoir une love-line, de figurer dans son clip vidéo. Bien qu'il n'y avait pas eu de publicité directe, son album s'est vendu à plus de 100 000 exemplaires.
Il est annoncé fin avril 2008 que le chanteur terminera son service militaire le 23 mai 2008. Le jour même, il est accueilli par ses fans et pendant son interview il déclara être « soulagé ». Son cinquième album produit en studio sort le 22 octobre 2008.

### 2009–2011:Family Outing&Running Man sur SBS
Kim Jong Kook fait son retour à la télévision et devient un membre permanent du programme de variété Family Outing, qui fait partie des programmes de la gamme Good Sunday de la SBS, s'attirant ainsi beaucoup d'attention, particulièrement par ses scandales amoureux avec Lee Hyori et Park Ye-jin. Le spot publicitaire de la marque Hoolala faisant figurer Kim Jong Kook et Kim Su Ro a commencé à être diffusé durant le mois de juillet 2009. Il a aussi posé pour beaucoup de marques de vêtements. Son sixième album est sorti le 27 janvier.
Le 27 août 2010, Kim Jong Kook effectue une chirurgie discale lombaire pour une microdiscectomie à l'hôpital Kwan Ahk Goo Chung Ryong Dong Kangnam Choice de Séoul.
Sa participation active dans Running Man de SBS fait de lui un des plus grands noms du monde des émissions de variété coréennes[réf. nécessaire]. Il remporte le SBS 연예대상 (Prix SBS catégorie Animateur) Meilleur Animateur de Télévision en 2011.

### Depuis 2012: Émissions de variété, septième album et collaborations musicales
Le 1er novembre 2012, à la suite de la sortie en avance de quelques chansons de son nouvel album, Kim Jong Kook fait un come-back après trois ans sur la scène musicale avec la sortie de son septième album produit en studio Journey Home. Ses collègues de Running Man, HaHa et Gary, ont participé à l'album ainsi que Song Joong-ki, un ex-membre de Running Man, qui a joué dans le clip musical du morceau principal.
Il continue aussi ses activités en tant que personnalité de variété et MC[Quoi ?] dans Running Man et Safety First et réussit à remporter le prix d’Excellence et le prix de Meilleur Animateur lors des cérémonies de récompenses de SBS et KBS en 2013,. En 2013, il se classe premier sur la liste des célébrités coréennes les plus recherchées sur internet à Singapour (surpassant ainsi des stars tels que Super Junior, Girls Generation et Yoon Eun Hye).

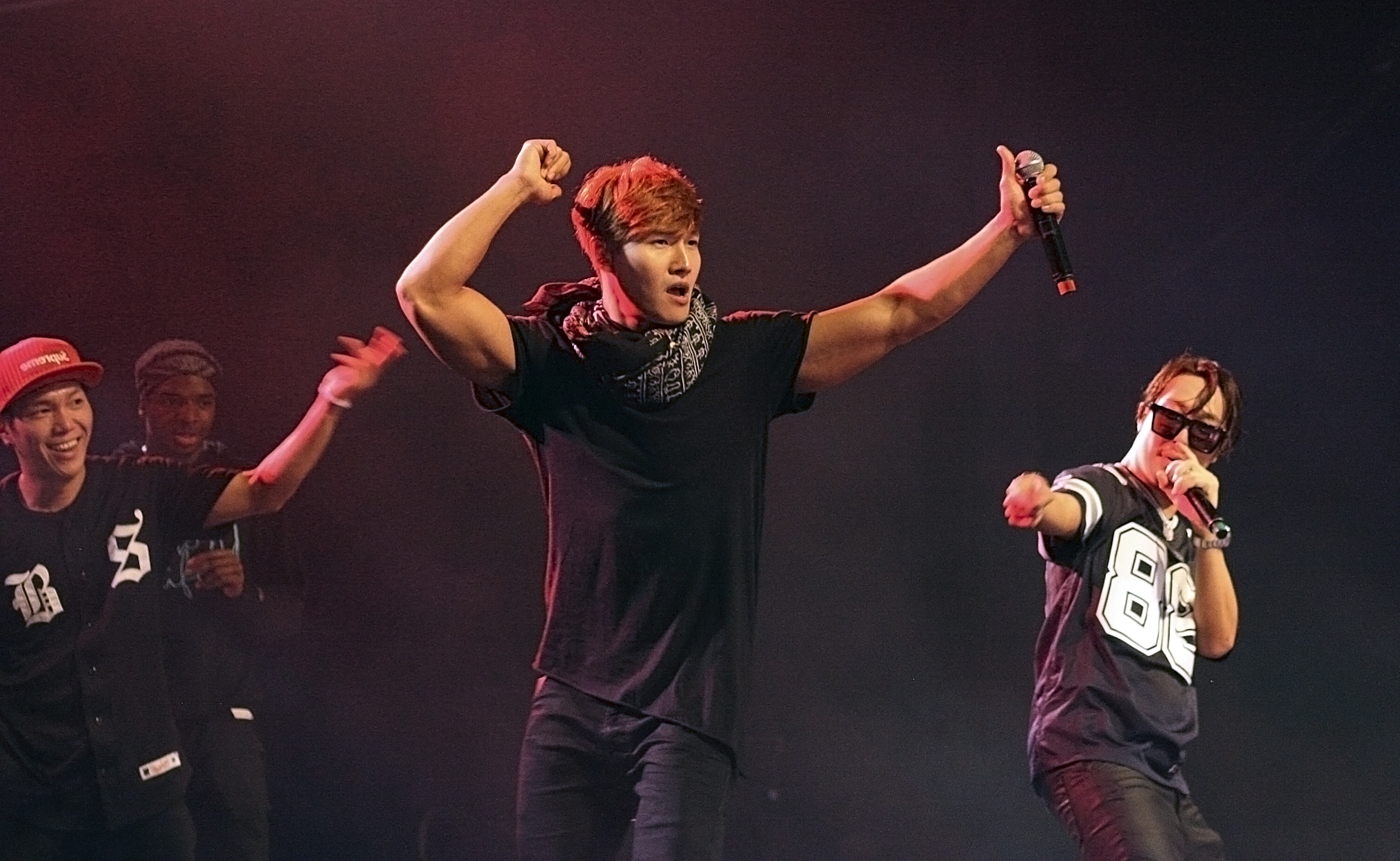
Running Man Brothers, Kim Jong Kook et Haha à Dallas, le 14 décembre 2014

En 2014, il est à nouveau rejoint par Haha, un autre membre de Running Man, cette fois ci en tant que duo musical, les Running Man Brothers, qui a fait ses débuts lors d'une tournée de concert aux États-Unis en juillet et en décembre.
Le 2 janvier 2015, il est l'invité d'un talk-show, Healing Camp, Aren't You Happy, où il éclaircit plusieurs sujets personnels controversés, notamment son choix de travailler en tant qu'officier de la fonction publique plutôt qu'en tant que membre actif de l'armée lors de son service militaire obligatoire.
En septembre 2015, il quitte Urban Works ENT, son contrat avec l'agence se terminant. Il signe par la suite, en octobre 2015, un contrat exclusif avec Maroo Entertainment.

## Discographie

### Albums solo
| Année | Détail de l'album                                                                                             |
| ----- | --- |
| 2001  | Renaissance - Sortie: 13 décembre 2001 - Label: CJ Music - Langue: Coréen                                     |
| 2004  | Évolution - Sortie: 18 juin 2004 - Label: CJ Music - Langue: Coréen                                           |
| 2005  | This Is Me - Sortie: 1er juillet 2005 - Label: CJ Music - Langue: Coréen - Ventes: +350 000                   |
| 2006  | Kim Jong Kook's Fourth Letter - Sortie: 13 avril 2006 - Label: CJ Music - Langue: Coréen - Ventes: +100 000   |
| 2008  | Here I am - Sortie: 22 octobre 2008 - Label: Mnet Music - Langue: Coréen                                      |
| 2010  | Eleventh Story - Sortie: 13 avril 2006 - Label: 101 Entertainment - Langue: Coréen                            |
| 2010  | Kim Jong Kook Album remastérisé 'Song - Sortie: September 9, 2010 - Label: 101 Entertainment - Langue: Coréen |
| 2012  | Journey Home - Sortie: octobre 2012 - Label: JK Entertainment - Langue: Coréen                                |

### Albums avec groupe (Turbo)
| Année | Détails de l'album                                                                    |
| ----- | ------------------------------------------------------------------------------------- |
| 1995  | 280 km/h Speed - Sortie: octobre 2012 - Label: - Langue: Coréen                       |
| 1996  | New Sensation - Sortie: 14 août 1996 - Label: - Langue: Coréen - Ventes:+800 000      |
| 1996  | X-Mas Dance Party Mix with Turbo - Sortie: 29 novembre 1996 - Label: - Langue: Coréen |
| 1997  | Turbo Summer Remix - Sortie: 24 juin 1997 - Label: - Langue: Coréen                   |
| 1997  | Born Again - Sortie: 22 octobre 1997 - Label: - Langue: Coréen                        |
| 1998  | Perfect Love - Sortie: 17 octobre 1998 - Label: - Langue: Coréen                      |
| 1999  | Millennium Turbo Dance Megamix - Sortie: 15 juillet 1999 - Label: - Langue: Coréen    |
| 2000  | E-Mail My Heart - Sortie: 27 janvier 2000 - Label: - Langue: Coréen                   |
| 2001  | History - Sortie : 19 juin 2001 - Label: - Langue: Coréen                             |

## Filmographie

### Films
| Année | Titre en coréen | Titre en anglais | Rôle                  | Détails | Avec      | Distribution | Réf    |
| ----- | --------------- | ---------------- | --------------------- | ------- | --------- | ------------ | ------ |
| 2012  | 원더풀 라디오   | Wonderful Radio  | Passager dans un taxi | Caméo   | Kang Gary | Showbox      | [ 16 ] |

### Séries télévisées
| Année | Saison de début | Série                    | Titre Original    | Nom du Rôle                                               | Rôle       | Avec                   | Chaîne | Réf    |
| ----- | --------------- | ------------------------ | ----------------- | --------------------------------------------------------- | ---------- | ---------------------- | ------ | ------ |
| 2004  |                 | Banjun Drama             | 대결! 반전 드라마 | Lui-même                                                  | Caméo      | Personne               | SBS    |        |
| 2004  |                 | Special TV Story         |                   | Lui-même                                                  | Caméo      | Personne               | MBC    |        |
| 2005  |                 | Old Miss Diary           | 올드미스 다이어리 | Lui-même                                                  | Caméo      | Personne               | KBS2   |        |
| 2011  | Automne         | Tree With Deep Roots     | 뿌리깊은 나무     | L'officier Jung                                           | Secondaire | Personne               | SBS    |        |
| 2015  | Printemps       | The Girl Who Sees Smells | 냄새를 보는 소녀  | Un MC de Running Man                                      | Caméo      | membres de Running Man | SBS    |        |
| 2015  | Printemps       | The Producers            | 프로듀사          | Le producteur Kim Hong Sun                                | Secondaire | Ye Ji-won              | KBS2   | [ 17 ] |
| 2016  | Automne         | The Sound of Your Heart  | 마음의소리        | Jo Jong Wuk / Jo Jong Guk, les cousins jumeaux de Jo Seok | Caméo      | Personne               | KBS2   | [ 18 ] |

### Émissions de variété

#### Présentateur ou membre permanent
| Année        | Émission                            | Titre original       | En Qualité de    | Chaîne | Réf    |
| ------------ | ----------------------------------- | -------------------- | ---------------- | ------ | ------ |
| 2001-2003    | Dream Team                          |                      | Membre Permanent | KBS    |        |
| 2004-2006    | X Man                               | X맨                  | Membre Permanent | SBS    |        |
| 2004-2006    | Happy Sunday                        | 해피 선데이          | Membre Permanent | KBS    |        |
| 2005-2006    | Real Situation Saturday Love Letter | 리얼 로망스 연애편지 | Membre Permanent | SBS    |        |
| 2008-2010    | Family Outing                       | 패밀리가 떴다        | Membre Permanent | SBS    |        |
| 2010-présent | Running Man                         | 런닝맨               | Membre Permanent | SBS    |        |
| 2012-2016    | Escape Crisis No.1                  | 위기탈출 넘버원      | Présentateur     | KBS    |        |
| 2017         | Dragon Club – Childish Bromance     | 철부지 브로망스      | Membre Permanent | KBS2   | [ 19 ] |
| 2017-présent | I Can See Your Voice                | 너의 목소리가 보여   | Présentateur     | Mnet   |        |
| 2017-présent | Big Picture                         | 빅픽처               | Membre Permanent | Naver  |        |
| 2018-présent | My little Old Boy                   | 미운 우리 새끼       | Membre Permanent | SBS    | [ 20 ] |
| 2018         | The Call                            | 더 콜                |                  | Mnet   |        |

#### Apparitions en tant qu'invité
| Année | Émission                       | Titre original            | Apparition(s) | Avec                                           | Chaîne      |
| ----- | ------------------------------ | ------------------------- | --- | ---------------------------------------------- | ----------- |
| 2001  | Happy Together                 | 해피투게더                | Épisode 6 (le 13 décembre) | Personne                                       | KBS2        |
| 2002  | Happy Together                 | 해피투게더                | Épisode 9 (le 3 janvier), Épisode 15 (le 14 février), Épisode 16 (le 21 février), Épisode 19 (le 14 mars) et Épisode 23 (le 11 avril) | Personne                                       | KBS2        |
| 2002  | Star Survival                  |                           | | Personne                                       |             |
| 2004  | Happy Together                 | 해피투게더                | Épisode 142 (le 29 juillet) et Épisode 149 (le 16 septembre)                                                                          | Personne                                       | KBS2        |
| 2005  | Happy Together                 | 해피투게더                | Épisode 164 (le 6 janvier) Épisode 195 (le 18 août)                                                                                   | Personne                                       | KBS2        |
| 2005  | Infinite Challenge             | 무한도전                  | Épisode 16 (le 6 août) et Épisode 20 (le 3 octobre)                                                                                   | Personne                                       | MBC         |
| 2008  | Family Outing                  | 패밀리가 떴다             | Épisode 19 (le 26 octobre) et Épisode 20 (le 2 novembre)                                                                              | Personne                                       | SBS         |
| 2008  | Kim Jung-eun's Chocolate       | 김정은의 초콜릿           | Épisode 36 (le 3 décembre) | Personne                                       |             |
| 2008  | Immortal Musical Classics      |                           | 7 septembre | Personne                                       | KBS         |
| 2008  | Happy Together                 | 해피투게더                | Épisode 362 (6 novembre) et Épisode 365 (27 novembre)                                                                                 | Personne                                       | KBS         |
| 2008  | Star Golden Bell               | 스타골든벨                | 2 décembre | Personne                                       | KBS         |
| 2008  | Golden Fishery                 | 황금어장                  | 3 décembre | Personne                                       | MBC         |
| 2010  | Kim Jung-eun's Chocolate       | 김정은의 초콜릿           | Épisode 89 (le 6 février) et Épisode 116 (le 10 octobre)                                                                              | Personne                                       | SBS         |
| 2010  | Happy Together                 | 해피투게더                | Épisode 427 (le 11 février) | Personne                                       | KBS         |
| 2010  | You Hee-yeol's Sketchbook      | 유희열의 스케치북         | Épisode 42 (le 26 février) | Personne                                       | KBS         |
| 2010  | Strong Heart                   | 강심장                    | Épisode 23 et ̩(le 30 mars) Épisode 24 (e 6 avril)                                                                                     | Personne                                       | SBS         |
| 2011  | You Hee-yeol's Sketchbook      | 유희열의 스케치북         | Épisode 105 (le 15 juillet) | Mikey                                          | KBS         |
| 2012  | Hello Counselor                | 안녕하세                  | Épisode 98 (le 12 novembre) | Personne                                       | KBS         |
| 2012  | You Hee-yeol's Sketchbook      | 유희열의 스케치북         | Épisode 145 (le 18 mai) et Épisode 165 (le 9 novembre)                                                                                | HaHa (145)                                     | KBS         |
| 2012  | Happy Together                 | 해피투게더                | Épisode 562 (le 1er novembre) | Personne                                       | KBS2        |
| 2012  | Come to Play                   | 안녕하세요                | | Personne                                       | MBC         |
| 2013  | Hidden Singer                  | 히든 싱어                 | Épisode 11 (le 11 mai) | Personne                                       | JTBC        |
| 2014  | You Hee-yeol's Sketchbook      | 유희열의 스케치북         | Épisode 262 (le 10 février) | HaHa                                           | KBS         |
| 2014  | Hurry Up, Brother              | 奔跑吧兄弟                | Épisode 1 (le 10 octobre) et Épisode 5 (le 7 novembre)                                                                                | les autres membres de RM (5)                   | Zhejiang TV |
| 2014  | Everybody                      |                           | | Personne                                       | JTBC        |
| 2014  | God of the Dining Table        |                           | | Personne                                       | KBS         |
| 2014  | Infinite Challenge             | 무한도전                  | Épisode 462 (le 20 décembre) et Épisode 463 (le 27 décembre)                                                                          | Kim Jung Nam                                   | MBC         |
| 2015  | Infinite Challenge             | 무한도전                  | Épisode 464 (le 3 janvier) | Kim Jung Nam                                   | MBC         |
| 2015  | Healing Camp, Aren't You Happy | 힐링캠프, 기쁘지 아니한가 | Épisode 168 (le 26 janvier) et Épisode 169 (le 2 février)                                                                             | Kim Jung Nam (168) Lee Kwang Soo et Gary (169) | SBS         |
| 2015  | The Amazing Race 2 (China)     | 极速前进第二季            | Épisode 9 (le 11 septembre) | Lee Kwang Soo                                  | Shenzhen TV |
| 2016  | Happy Together                 | 해피투게더                | Épisode 721 (le 7 janvier) | Turbo (Mikey et Kim Jung Nam)                  | KBS2        |
| 2016  | Hurry Up, Brother              | 奔跑吧兄弟                | Épisode 44 (le 23 mai) | les autres membres de RM                       | Zhejiang TV |
| 2016  | Infinite Challenge             | 무한도전                  | Épisode 546 (le 3 août) | Personne                                       | MBC         |
| 2017  | Men on a Mission               | 아는 형님                 | Épisode 86 (le 29 juillet) | Personne                                       | JTBC        |
| 2017  | My little Old Boy              | 더 콜                     | Épisode 50 et épisode 51, | Personne                                       | SBS         |

### Clips musicaux
- 2011 : Rosa de Haha

## Récompenses
| Année | Récompense                                    | Catégorie                                            | Nomination                               | Résultat   |
| ----- | --------------------------------------------- | ---------------------------------------------------- | ---------------------------------------- | ---------- |
| 2004  | KBS Music Awards                              | Prix Bonsang                                         | NC                                       | Lauréat    |
| 2004  | SBS Music Awards                              | Prix Bonsang                                         | NC                                       | Lauréat    |
| 2004  | MBC Best 10 Music Awards                      | Prix Bonsang                                         | NC                                       | Lauréat    |
| 2004  | 14e Seoul Music Awards                        | Prix Bonsang                                         | NC                                       | Lauréat    |
| 2004  | 19e Golden Disk Awards                        | Prix Popularité                                      | NC                                       | Lauréat    |
| 2005  | MBC Music Awards                              | Prix Popularité                                      | NC                                       | Lauréat    |
| 2005  | MBC Music Awards                              | Daesang                                              | NC                                       | Lauréat    |
| 2005  | KBS Music Awards                              | Daesang                                              | NC                                       | Lauréat    |
| 2005  | SBS Music Awards                              | Daesang                                              | NC                                       | Lauréat    |
| 2005  | 4e KBS Entertainment Award                    | Meilleur Animateur                                   | Shooting Kids                            | Lauréat    |
| 2005  | SBS Visual Arts Award                         | Prix Photogénie                                      | NC                                       | Lauréat    |
| 2005  | 20e Golden Disk Awards                        | Prix Bonsang                                         | NC                                       | Lauréat    |
| 2005  | 7e MAMA                                       | Meilleur artiste solo masculin                       | Standstill                               | Lauréat    |
| 2005  | Korean Entertainer Awards                     | Meilleur Ballade                                     | NC                                       | Lauréat    |
| 2006  | 21e Golden Disk Awards                        | Prix Bonsang                                         | NC                                       | Lauréat    |
| 2006  | Melon Music Awards                            | Album de l'Année                                     | Volume 4 - Kim Jong Kook's Fourth Letter | Lauréat    |
| 2008  | 2008 Asian Model Awards                       | Prix BFF Chanteur populaire                          | NC                                       | Lauréat    |
| 2009  | 18e Seoul Music Awards                        | Prix Bonsang                                         | NC                                       | Lauréat    |
| 2010  | 4e SBS Entertainment Awards                   | Prix Meilleur Animateur de Télévision                | Running Man                              | Lauréat    |
| 2011  | 5e SBS Entertainment Awards                   | Prix d'excellence (Catégorie variété)                | Running Man                              | Lauréat    |
| 2012  | Eat your Kimchi                               | Meilleur Vidéo Brohoho                               | Men Are All Like That                    | Lauréat    |
| 2013  | Yahoo! Asia Buzz Awards 2013                  | Animateur le plus charismatique d'Asie               | NC                                       | Lauréat    |
| 2013  | 12e KBS Entertainment Awards                  | Prix du Meilleur Animateur                           | Escape Crisis No.1                       | Lauréat    |
| 2013  | 7e SBS Entertainment Awards                   | Prix d'Excellence (Masculin)                         | Running Man                              | Lauréat    |
| 2013  | 7e SBS Entertainment Awards                   | Prix Popularité, choix des téléspectateurs           | Running Man                              | Lauréat    |
| 2014  | 8e SBS Entertainment Awards                   | Prix de Haute Excellence,                            | Running Man                              | Lauréat    |
| 2014  | 8e SBS Entertainment Awards                   | Prix Popularité, choix des internautes via Sohu      | NC                                       | Lauréat    |
| 2015  | 9e SBS Entertainment Awards                   | Prix Popularité, choix des internautes via Sohu      | NC                                       | Lauréat    |
| 2015  | Korean Popular Culture and Arts Awards        | Recommandation du Premier ministre                   | NC                                       | Lauréat    |
| 2016  | 2e Annual KU Music Asian Music Awards (Chine) | Asia's Most Focused Artist                           | NC                                       | Lauréat    |
| 2016  | 4e Annual DramaFever Awards                   | Meilleur Bromance avec Lee Kwang Soo                 | Running Man                              | Lauréat    |
| 2018  | 12e SBS Entertainment Awards                  | Prix des Producteurs                                 | Running Man                              | Lauréat    |
| 2018  | 12e SBS Entertainment Awards                  | Prix de la meilleure romance avec Hong Jin-young     | Running Man, My Little Old Boy           | Lauréat    |
| 2019  | 13 SBS Entertainment Awards                   | Prix de Haute Excellence dans une émission réaliste, | Running Man, My Little Old Boy           | Lauréat    |
| 2019  | 13 SBS Entertainment Awards                   | Daesang, grand prix                                  | Running Man, My Little Old Boy           | Nomination |